# 中华人民共和国行政区划代码 (8区)
- 本表行政区划代码参照中华人民共和国国家标准GB/T 2260历年发布的版本及修改单。

- “○”表示GB/T 2260首次执行时（1980年版本）制定的代码。

- “…”表示现时正使用的代码。

- 1980年、1982年版本中，未有制定省辖市市辖区的代码，所有带县的省辖市给予“××××20”的“市区”代码。

- 1984年版本开始对地级市（前称省辖市）市辖区制定代码，其中“××××01”表示市辖区的汇总码，同时撤销“××××20”的“市区”代码（追溯至1983年）。

- 1984年版本的市辖区代码分为城区和郊区两类，城区由“××××02”开始排起，郊区由“××××11”开始排起，后来版本已不再采用此方式，已制定的代码继续沿用。

- 1984年版本中，由地级市代管的县级市给予“××××20”或“××××19”的代码（追溯至1983年），1988年版本改以“××90××”省直辖县级行政单位汇总（追溯至1986年），1991年版本改以第五、六位数字“81−99”表示（追溯至1989年）。

- 行政区划字母代码在1999年版本首次制定，因此1999年或之前已撤销的行政区划没有字母代码。

- 最近变更的行政区划参照民政部按照编码规则发布的数字代码，字母代码待有GB/T 2260更新版本或修改单发布时补上。

根据中华人民共和国民政部编写的中华人民共和国县以上行政区划代码，港澳地区（8区）的行政区划代码见下。
需要注意的是，虽然在中华人民共和国国务院办公厅2018年8月19日公布的《港澳台居民居住证申领发放办法》中，台湾居民公民身份号码地址码为830000，但台湾省的行政区划代码为710000。

## 香港特別行政區（81）
| 数字代码 | 启用年份 | 废止年份 | 区划名称       | 字母代码 |
| -------- | -------- | -------- | -------------- | -------- |
| 810000   | 1997     | …        | 香港特别行政区 | HK       |

*根据《香港特别行政区基本法》，香港各区只设立非政权性区域组织。

## 澳門特別行政區（82）
| 数字代码 | 启用年份 | 废止年份 | 区划名称       | 字母代码 |
| -------- | -------- | -------- | -------------- | -------- |
| 820000   | 1999     | …        | 澳门特别行政区 | MO       |